# Ajay Devgan
 (janvier 2025).
Si vous disposez d'ouvrages ou d'articles de référence ou si vous connaissez des sites web de qualité traitant du thème abordé ici, merci de compléter l'article en donnant les références utiles à sa vérifiabilité et en les liant à la section « Notes et références ».
Ajay Devgan (en hindi : विशाल देवगन) est un acteur indien, né le 2 avril 1969 à New Delhi.

## Biographie

### Carrière
Enfant, Ajay Devgan découvre le cinéma grâce à son père Veeru, responsable d'une équipe de cascadeurs. À 23 ans, il débute dans Phool Aur Kaante. Le film est un succès et le jeune acteur impressionne dans une scène où il chevauche deux motos simultanément. Il est récompensé pour sa prestation par le Filmfare Award du meilleur espoir. Sous l'influence paternelle, il enchaîne jusqu'en 1996 des films d'action au scénario simpliste où il effectue lui-même la plupart des cascades.
En 1997, il change de registre avec Ishq, une comédie romantique. Il y côtoie sa future femme, Kajol. Mais c'est surtout avec Zakhm, en 1998, qu'il retient l'attention dans un rôle extrêmement émouvant de jeune homme ayant à surmonter la mort de sa mère, tuée au cours d'une émeute. Le 24 février 1999, Ajay Devgan épouse Kajol, alors au sommet de sa popularité. Depuis leur mariage, si Kajol se fait plus rare, il n'en est pas de même pour Ajay. On retrouve l'acteur aux côtés de Aishwarya Rai et Salman Khan dans Hum Dil De Chuke Sanam de Sanjay Leela Bhansali, un des grands succès de l'année 1999, puis dans Thakshak de Govind Nihalani.
Avec Raju Chacha, Ajay Devgan ne se contente plus de n'être qu'acteur et participe à la production. En 2003, il retrouve le devant de la scène. Les récompenses s'accumulent : National Film Award pour The Legend of Bhagat Singh, Rajiv Gandhi Award et deux Filmfare Awards. Sa performance dans Gangaajal est particulièrement appréciée, Quayamat est un immense succès populaire et Bhoot, film d'horreur, lui permet d'élargir son public. Suivent Khakee, avec Amitabh Bachchan, et Yuva, deux autres succès. En marge des habituels films formatés produits par Bollywood, Raincoat déconcerte, mais les prestations des deux interprètes principaux, Aishwarya Rai et Ajay Devgan sont unanimement saluées par les critiques.
En 2006, Ajay Devgan occupe le rôle principal dans Omkara, une adaptation d'Othello avec Saif Ali Khan, Vivek Oberoi et Kareena Kapoor. L'année suivante, il partage à nouveau l'affiche avec Salman Khan dans London Dreams.

### Vie privée
En février 1999, il a épousé l'actrice Kajol ; le couple a une fille, Nysa, née en 2003, puis un garçon né le 13 septembre 2010.

## Filmographie

### Acteur
(décembre 2021).
- 1985 : Pyari Behna : Young Kalicharan (en tant que Master Chotu)
- 1991 :Phool Aur Kaante de Sandesh Kohli : Ajay
- 1992 : Jigar de Farogh Siddique : Raj "Raju" Verma
- 1993 : Dil Hai Betaab de K.C. Bokadia : Ajay
- 1993 : Divya Shakti de Sameer Malkan : Prashant Varma
- 1993 : Platform de Deepak Pawar : Rajoo
- 1993 : Sangram de Lawrence D'Souza : Raja S. Singh Kanwar
- 1993 : Shaktiman de K.C. Bokadia : Amar
- 1993 : Ek Hi Raasta de Deepak Bahry : Karan Singh
- 1993 : Bedardi de Krishnakant Pandya : Vijay Saxena
- 1993 : Dhanwaan de K. Vishwanath : Kashinath
- 1994 : Dilwale de Harry Baweja : Arun Saxena
- 1994 : Kanoon de Sushma Shiromani : Vishal
- 1994 : Vijaypath de Farogh Siddique : Karan
- 1994 : Suhaag de Sandesh Kohli : Ajay R. Sharma/Malhotra
- 1995 : Naajayaz de Mahesh Bhatt : Jay Bakshi
- 1995 : Hulchul de Anees Bazmee : Deva
- 1995 : Gundaraj de Guddu Dhanoa : Ajay Chauvan
- 1995 : Haqeeqat de Sandesh Kohli : Shiva/Ajay
- 1996 : Jung de Rama Rao Tatineni : Ajay Bahadur Saxena
- 1996 : Jaan de Raj Kanwar : Karan
- 1996 : Diljale de Harry Baweja : Shyam
- 1997 : Itihaas de Raj Kanwar : Karan
- 1997 : Ishq de Indra Kumar : Ajay Rai
- 1998 : Major Saab de Tinnu Anand : Virendra Pratap Singh
- 1998 : Pyaar To Hona Hi Tha de Anees Bazmee : Shekhar
- 1998 : Sar Utha Ke Jiyo de Sikander Bharti
- 1998 : Zakhm de Mahesh Bhatt : Ajay R. Desai
- 1999 : Dil Kya Kare de Prakash Jha : Anand Kishore
- 1999 : Kachche Dhaage de Milan Luthria : Aftab
- 1999 : Hogi Pyaar Ki Jeet de P. Vasu : Raju
- 1999 : Hum Dil De Chuke Sanam de Sanjay Leela Bhansali : Vanraj
- 1999 : Hindustan Ki Kasam de Veeru Devgan : Ajay/Tauheed
- 1999 : Gair de Ashok Gaekwad : Vijay Kumar/Dev
- 1999 : Thakshak de Govind Nihalani : Ishaan Singh
- 2000 : Deewane de Harry Baweja : Vishal/Arun
- 2000 : Raju Chacha de Anil Devgan : Shekhar/Raju Chacha
- 2001 : Yeh Raaste Hain Pyaar Ke : Vicky/Rohit Verma
- 2001 : Lajja de Rajkumar Santoshi : Bulwa
- 2001 : Tera Mera Saath Rahen de Mahesh Manjrekar : Raj Dixit
- 2002 : Company de Ram Gopal Varma : Malik
- 2002 : Hum Kisise Kum Nahin de David Dhawan : Raja
- 2002 : The Legend of Bhagat Singh de Rajkumar Santoshi : Sardar Bhagat Singh
- 2002 : Deewangee de Anees Bazmee : Tarang Bharadwaj
- 2003 : Bhoot de Ram Gopal Varma : Vishal
- 2003 : Qayamat: City Under Threat de Harry Baweja : Rachit
- 2003 : Chori Chori de Milan Luthria : Ranbir Malhotra
- 2003 : Gangaajal de Prakash Jha : S.P. Amit Kumar
- 2003 : Parwana de Deepak Bahry : Parwana
- 2003 : Zameen de Rohit Shetty : Col. Ranveer Ranawat
- 2003 : LOC Kargil de J.P. Dutta : Capt. Manoj Pandey
- 2004 : Khakee de Rajkumar Santoshi : Yashwant Angre
- 2004 : Masti de Indra Kumar : Inspecteur Sikander
- 2004 : Yuva de Mani Ratnam : Michael Mukherjee
- 2004 : Taarzan: The Wonder Carde Abbas Alibhai Burmawalla et Mastan Alibhai Burmawalla : Deven Chaudhary
- 2004 : Raincoat de Rituparno Ghosh : Manoj
- 2005 : Insan de K. Subhash : DCP Ajit Ratho
- 2005 : Blackmail de Anil Devgan : Shekhar Mohan
- 2005 : Zameer: The Fire Within de Kamal : Suraj Chauhan
- 2005 : Tango Charlie de Mani Shankar : Havaldar Mohammed Ali
- 2005 : Kaal de Soham Shah : Kali Pratap Singh
- 2005 : Main Aisa Hi Hoon de Harry Baweja : Neel
- 2005 : Apaharan de Prakash Jha : Ajay Shastri
- 2005 : Shikhar de John Mathew Matthan : Gaurav Gupta
- 2006 : Dharti Kahe Pukar Ke : SP Kunal Singh
- 2006 : Golmaal: Fun Unlimited de Rohit Shetty : Gopal
- 2006 : Omkara de Vishal Bhardwaj : Omkara "Omi" Shukla
- 2006 : The Awakening (en) de Farouque Kabir (en)
- 2007 : Cash de Rohit Shetty : Karan/Doc
- 2007 : Ram Gopal Varma Ki Aagde Ram Gopal Varma : Hirendra Chavan (Heero)
- 2008 : Halla Bol de Raj Kumar Santoshi : Ashfaq Khan/Sameer Khan
- 2008 : Sunday de Rohit Shetty : ACP Rajveer Randhawa
- 2008 : U, Me Aur Hum de Ajay Devgan : Ajay Malhotra
- 2008 : Mehbooba de Afzal Khan (en) : Karan
- 2008 : Golmaal Returns de Rohit Shetty : Gopal
- 2009 : All the Best: Fun Begins de Rohit Shetty : Prem Chopra
- 2009 : London Dreams de Vipul Shah : Arjun
- 2010 : Atithi Tum Kab Jaoge? de Ashwani Dheer : Puneet
- 2010 : Teen Patti de Leena Yadav : Sunny
- 2010 : Raajneeti de Prakash Jha : Sooraj
- 2010 : Once Upon a Time in Mumbaai de Milan Luthria : Sultan Mirza
- 2010 : Aakrosh de Priyadarshan : Pratap Kumar
- 2010 : Golmaal 3 de Rohit Shetty : Gopal
- 2010 : Toonpur Ka Super Hero de Kireet Khurana : Aditya
- 2011 : Dil Toh Baccha Hai Ji de Madhur Bhandarkar : Naren
- 2011 : Yamla Pagla Deewana de Samir Karnik
- 2011 : Ready de Anees Bazmee : Raju
- 2011 : Singham de Rohit Shetty : Bajirao Singham
- 2011 : Rascals de David Dhawan : Bhagat
- 2012 : Tezz de Robin Bhatt : Aakash Rana
- 2012 : Bol Bachchan de Rohit Shetty : Prithviraj Raghuvanshi
- 2012 : Power de Rajkumar Santoshi
- 2012 : Son Of Sardaar de Ashwini DhirSonakshi
- 2013 : Singham 2 de
- 2019 : De De Pyaar De
- 2019 : Total Dhamaal de Indra Kumar
- 2020 : Tanhaji
- 2021 : Bhuj: The Pride of India (hi)
- 2021 : Sooryavanshi
- 2021 : Velle
- 2022 :Gangubai Kathiawadi de Sanjay Leela Bhansali
- 2022 : RRR
- 2022 : Runway 34
- 2022 : Thank God (hi)
- 2022 : Drishyam 2 (hi)
- 2023 : Bholaa (hi)
- 2024 : Shaitaan (en)
- 2024 : Maidaan (en)
- 2024 : Auron Mein Kahan Dum Tha
- 2024 : Singham Again (en)
- 2024 : Naam (en)
- 2025 : Azaad (en)
- 2025 : Raid 2 (en)
- 2025 : De De Pyaar De 2
- 2025 : Son of Sardaar 2

### Réalisateur
- 2008 : U, Me Aur Hum avec Ajay Devgan, Kajol et Divya Dutta
- 2016 : Shivaay

### Producteur
- 2000 : Raju Chacha, de Anil Devgan, avec Rishi Kapoor, Ajay Devgan et Kajol
- 2020 : Chhalaang (en)
- 2021 : Tribhanga (en)
- 2021 : The Big Bull (hi)

### Voix-off
- 2024 : Article 370 (en)

## Distinctions
- Filmfare Awards
  - 2009 : Meilleure performance dans un rôle comique (prix des critiques) pour All the Best
  - 2003 : Meilleure performance (prix des critiques) pour The Legend of Bhagat Singh
  - 2003 : Meilleure performance dans un rôle négatif pour Deewangee
  - 1991 : Meilleur espoir masculin pour Phool Aur Kaante
- National Film Awards
  - 2003 : Silver Lotus Award du meilleur acteur pour The Legend of Bhagat Singh
  - 1999 : Silver Lotus Award du meilleur acteur pour Zakhm
- Rajiv Gandhi Award
  - 2008 : The Jasarat Award pour la meilleure performance Gangaajal,Apharan,Hallabol,Zakhm
  - 2003 : Acteur indien de l'année